# 俄国立宪会议
俄国立宪会议（羅馬化：Vserossiiskoye Uchreditelnoye sobraniye）为1917年俄国十月革命中推翻临时政府召开的制宪机构。它在1918年1月18日（儒略历1月5日）16时召开，存在了13个小时后，于翌日凌晨5时被全俄中央执行委员会解散，此后全俄苏维埃成为新的俄国政府。

## 起源
在1905年俄国革命之前，民主选举立宪会议以制定俄国宪法是所有俄国革命党派的一个主要诉求。1906年，沙皇决定给予基本的公民权利，并选举新成立的立法机构——国家杜马。然而，杜馬并未获得制定新憲法的权力，也不能廢除君主制。此外，杜馬主要被立宪民主党人而不是社会主义者所控制。在1907年6月杜马重新选举后，沙皇政府依据自己1906年7月与杜马的协议解散了杜馬。1907年6月16日（儒略历6月3日），沙皇政府再次解散杜马。最后，政府制定了一部有利于地主和统治阶级的选举法。
在1907年以后，杜马能做的事很少，其决议经常被沙皇或帝国议会否决。因此，人们普遍认为杜马不能代表社会底层的工人阶级，并日益呼吁建立一个由普选产生的立宪会议。

## 背景

### 临时政府（1917年2月—10月）
1917年俄国二月革命爆发，沙皇尼古拉二世宣布退位，俄罗斯帝国灭亡。国家权力随后被移交给社会革命党、立宪民主党等党派组建的俄国临时政府，而布尔什维克为主的彼得格勒苏维埃则与其相抗衡。临时政府的成员主要是1912年最後選出的议会（即第四屆国家杜馬）成员。
沙皇的弟弟米哈伊尔大公认为新政府应该由全国民选产生的立宪会议组成，并拒绝在未经民选立宪会议同意的情况下登位。然而此时的俄国正卷入第一次世界大战，临时政府总理亚历山大·克伦斯基表示决定在战后再举行立宪会议的选举。然而不久之后，临时政府屡次拖延立宪会议召开的态度，引起了左翼布尔什维克和右翼帝制拥护者的不满。7月，克伦斯基不顾此前达成的初步协议，宣布俄国为共和国，这使得他同时被两派所唾弃。布尔什维克支持者在七月事件中武装游行遭到镇压，9月民族主义右翼支持的科尔尼洛夫事件也被政府平定。但在政变中，临时政府的实力被严重削弱，布尔什维克再度壮大。

### 布尔什维克和立宪会议
布尔什维克对立宪会议的立场在1917年期间发生过变化。起初，布尔什维克和所有其他社会主义政党一样，支持选举立宪会议。1903年，俄国社会民主工党将召开立宪会议列入自己的党纲，其中明确提出：“建立人民专制，即国家整个最高权力掌握在立宪会议手里。”“俄国社会民主工党坚信，只有推翻专制制度，并召集由全民自由选举的立宪会议，才能完全、彻底、巩固地实现上述各种政治改革和社会改革。”
但是，自1917年4月列宁从瑞士回国后，布尔什维克就呼吁“一切权力归苏维埃”，以区别于其他社会主义者。从此时开始，布尔什维克反对临时政府和立宪会议等“资产阶级”的议会机构，而支持二月革命后产生的苏维埃（由工人、士兵和农民直接选举产生的革命议会）。
1917年11月7日（儒略历10月25日），布尔什维克根据这一立场，发动十月革命推翻了临时政府。起义发生时，全俄第二次工兵苏维埃代表大会同时也正在召开，苏维埃中的温和派即孟什维克与右派社会革命党的代表认为，布尔什维克推翻他们参与的“资产阶级”政府为时过早，并退出大会以示抗议。
在接下来的几个星期里，布尔什维克控制了城市和几乎整个大俄罗斯地区，但在农村和非俄罗斯民族的地区，夺权的进展却不太顺利。新的苏维埃政府虽然限制了新闻自由，并迫害了持自由主义立场的立宪民主党，但它还是按照临时政府的安排，允许立宪会议的选举在1917年11月25日（儒略历11月12日）进行。
布尔什维克政府官方将自身定位于是一个“工农临时政府”，该政府在十月革命起义爆发的10月25日当天晚10点于斯莫尔尼宫召开的第二届全俄苏维埃代表大会上被命名为人民委员会。列宁在第二届全俄苏维埃代表大会中曾多次提到立宪会议：“苏维埃政权保证按时召开立宪会议”，“成立工农临时政府，在立宪会议召开以前管理国家”。他还表示：如果布尔什维克在立宪会议选举中失败，他们将服从人民群众的选择。10月27日，人民委员会宣布于1917年11月12日进行立宪会议选举。11月5日，列宁在《对农民问题的回答》的文告中宣布：“县和省的农民代表苏维埃在等待立宪会议召开期间，享有地方政府的全部权威
”。

## 选举结果
有60%以上的拥有投票权的公民参与了立宪会议选举。选举结果如下：
| 政党             | 选票       | 代表人数 |
| ---------------- | ---------- | -------- |
| 社会革命党       | 17,490,000 | 370      |
| 布尔什维克       | 9,844,000  | 175      |
| 孟什维克         | 1,248,000  | 16       |
| 立宪民主党       | 2,000,000  | 17       |
| 少数民族         |            | 77       |
| 左翼社会革命党   | 2,861,000  | 40       |
| 民粹派社会主义者 |            | 4        |
| 总计：           | 41,700,000 | 703      |

由于国土太大，卷入一战以及恶化的通讯系统等原因，具体选举结果在当时并不能及时得到获取。而一项由N. V. Svyatitsky于1918年出版中的政党统计数据，被包括布尔什维克在内的所有党派所接受。其中的结果如下：
| 政党                               | 意识形态                   | 选票       |
| 俄罗斯社会革命党                   | 农业社会主义、俄国民粹主义 | 16,500,000 |
| 布尔什维克                         | 共产主义、马克思主义       | 9,023,963  |
| 乌克兰、穆斯林等非俄罗斯社会革命党 | 农业社会主义、俄国民粹主义 | 4,400,000  |
| 立宪民主党                         | 自由主义、经济自由主义     | 1,856,639  |
| 孟什维克                           | 民主社会主义、社会民主主义 | 668,064    |
| 穆斯林                             | 伊斯兰教                   | 576,000    |
| 崩得                               | 民主社会主义、社会民主主义 | 550,000    |
| 乌克兰人                           |                            | 507,000    |
| 民粹派社会主义者                   | 社会民主主义、自由社会主义 | 312,000    |
| 其他右翼团体                       | 保守主义                   | 292,000    |
| 全俄土地所有者和农民联盟           | 保守主义                   | 215,000    |
| 巴什基尔人                         |                            | 195,000    |
| 波兰人                             |                            | 155,000    |
| 德意志人                           |                            | 130,000    |
| 乌克兰社会民主工党                 | 社会民主主义、民族主义     | 95,000     |
| 哥萨克                             |                            | 79,000     |
| 旧礼仪派                           | 旧礼仪派                   | 73,000     |
| 立陶宛人                           |                            | 67,000     |
| 合作社社员                         | 社会民主主义、民主社会主义 | 51,000     |
| 德意志社会主义者                   | 社会民主主义、民主社会主义 | 44,000     |
| 团结                               | 社会民主主义、民主社会主义 | 25,000     |
| 芬兰社会主义者                     | 社会民主主义、民主社会主义 | 14,000     |
| 白俄罗斯人                         |                            | 12,000     |
| 总计：                             |                            | 35,333,666 |

布尔什维克得到了大量城市工人和前线士兵的支持，比如它在莫斯科得票率为 47.9%，而立宪民主党的票 35.7%，社会革命党仅 8.1%。尽管如此，布尔什维克总体上只得到近22-25%的选票。而社会革命党由于得到了占俄国人口约 80% 的农村农民的广泛支持，总体支持率达到了57-58% 。而且，这个选举结果是在两个前提下产生的：乌克兰社会革命党没有及时在立宪会议中出席，左翼社会革命党已经从社会革命党中分裂出去。

## 选举至召开大会期间 (1917年11月—1918年1月)
布尔什维克逐渐发现自己将在立宪会议选举中落选，这意味着立宪会议很可能不会同意将政权移交给苏维埃，于是开始质疑立宪会议。1917年11月27日（儒略历11月14日），列宁在全俄苏维埃农民代表大会上呼吁，立宪会议不应该成为农民反资本主义斗争的阻碍：
农民希望有土地、希望禁止使用雇佣劳动、希望得到耕作的农具。但是，不推翻资本，就不能得到这些东西。我们对他们说：你们希望得到土地，但是土地已被抵押出去，属于俄国资本和世界资本了。你们向资本挑战，虽然你们走的道路和我们不一样，但是，我们和你们都在走向而且应该走向社会革命，这一点是一致的，至于立宪会议，有一位报告人说，它的工作将以国内的民意为转移；但我要说：依靠民意吧，可是不能忘掉步枪。
1917年12月4日（儒略历11月21日），全俄中央执行委员会颁布法令，赋予地方苏维埃召回已选出的代表并组织改选的权力。海军事务人民委员帕维尔·德边科下令7000名亲布尔什维克的喀琅施塔得水兵“全面警戒”以防范原临时政府规定11月26日的立宪会议召开。约20000名喀琅施塔得士兵、水兵、工人、农民举行反对立宪会议的集会，他们决心只能支持一个“巩固十月革命的胜利成果、远离阿列克谢·卡列金等人和资产阶级反革命领导人”的立宪会议。

11月，社会革命党的左派和右派正式分裂，布尔什维克与左翼社会革命党组成联合政府。1917年12月11日（儒略历11月28日），苏维埃政府宣布立宪民主党为“人民的敌人”，取缔立宪民主党，并逮捕了该党的领袖。同时，苏维埃宣布延期召开立宪会议到明年1月。起初，苏维埃政府将立宪会议的延期归咎于敌人的阴谋破坏。1917年12月26日（儒略历12月13日），列宁在《真理报》发表了《关于立宪会议的提纲》，该文章称：
从1917年革命一开始，革命的社会民主党在提出召集立宪会议的要求的同时，就多次着重指出，苏维埃共和国是比通常那种有立宪会议的资产阶级共和国更高的民主制形式。
列宁认为，立宪会议并不真正反映俄国民众的意愿，因为它的选票没有考虑社会革命党中左派和右派的分裂：
从5月到10月，在人民中特别是在农民中最受拥护的党是社会革命党，它在1917年10月中旬提出了统一的立宪会议代表候选人名单，但是在1917年11月，即在立宪会议选举以后，会议召开之前，这个党发生了分裂。
因此，列宁认为：
任何直接或间接地从正式的法律的角度、在普通的资产阶级的民主框架内考虑立宪会议的问题，无视阶级斗争和内战，都是对无产阶级事业的背叛，都采取了资产阶级的立场。
列宁提出的方案是改选立宪会议，以更好地反映民众当前的意志，并接受临时的苏维埃政府：
由于立宪会议的选举不符合人民的意志和被剥削劳动阶级的利益，因而产生了危机。唯一可能无痛苦地解决这一危机的办法是：让人民尽量广泛地、迅速地实际行使改选立宪会议代表的权利；立宪会议自己同意中央执行委员会关于选种改选的法令；立宪会议无条件地宣布承认苏维埃政权、苏维埃革命以及它在和平问题、土地问题和工人监督问题上的政策；立宪会议坚决站到反对立宪民主党人和卡列金分子反革命势力的营垒中来。
并非所有的布尔什维克代表都支持压制立宪会议，12月初，布尔什维克的温和派还一度占据多数，但在12月11日的布尔什维克中央委员会上，列宁的路线最终上占了上风。

## 会议在彼得格勒召开 (1918年1月18日—19日)
1918年1月5日上午立宪会议召开，当日彼得格勒发生了一场大规模支持立宪会议的和平示威，被忠于布尔什维克的军队开枪驱散，有人员伤亡。游行的规模并没有像组织者所希望的那么大，参加游行的士兵和工人比预期的少得多，示威者主要是中产阶级的学生、公务员和专业人士。

当天下午4点，立宪会议在塔夫利达宫召开。大楼里到处都有武装士兵，据说有人用武器指着发言的代表，当选为议会主席维克多·切尔诺夫担心，自己如果过于强硬，就会发生“争吵”。据布尔什维克成员费多尔·拉斯科尔尼科夫说，最开始发生的冲突是围绕“谁有权宣布会议开幕”的话题的。尽管社会革命党占多数议席，但雅科夫·斯维尔德洛夫要求依照中央执行委员会的授权来宣布会议开幕，这引起了非布尔什维克代表的愤怒。在谈到《被剥削劳动人民权利宣言》时，他说道：“中央执行委员会希望立宪会议正确地表达人民地意愿，并同意该宣言。”此后，一位著名的布尔什维克代表伊凡·斯克沃尔佐夫-斯捷潘诺夫发表讲话，宣布布尔什维克反对资产阶级民主，支持工农阶级专政：
“你们怎么能诉诸于全民意志这样的概念呢？对于马克思主义者而言‘人民’是一个匪夷所思的概念：（因为）人民不是作为一个整体存在的。这不过只是一种虚构，这种虚构是为了迎合统治阶级的需要。我们之间没什么可谈的。你们属于一个世界，与士官和资产阶级在一起；而我们属于另一个世界，与农民和工人在一起。”
布尔什维克代表首先提出动议，要会议承认《被剥削劳动人民权利宣言》，即按照人民委员会的要求，把权力交给苏维埃并自行宣布解散立宪会议。这一动议被大会以多数票否决。而且社会革命党党魁维克多·切尔诺夫以244票对153票击败左翼社会革命党领袖玛丽亚·亚历山德罗夫娜·斯皮里多诺娃成为会议主席。布尔什维克再次提出动议，要求通过《被剥削劳动人民权利宣言》，被以237票对136票被否决。 

布尔什维克见控制不了会议，明白右翼社会革命党不会同意改选立宪会议。在休会时，布尔什维克与左翼社会革命党召开了特别会议，决定解散立宪会议。于是布尔什维克的海军人民委员费多尔·拉斯科尔尼科夫在会上宣读了一个声明，随即率布尔什维克代表团与阵营社会革命党代表团退出会场。列宁在离开大楼时指示士兵不要对代表动用武力，等他们自己离开： 
用不着驱散会议，让他们去讲个够好了，他们总要散会的。等到他们明天回来时，我们不让任何一个人进场就行了。 
会议一直开到次日凌晨4点钟左右。立宪会议的警卫队长，支持无政府主义的水兵阿纳托利·格里戈里耶维奇·热列兹尼亚科夫走上台对会议主席切尔诺夫说：
卫兵们都累了，我建议你结束会议，让大家回家。
右翼社会革命党匆匆通过了他们在临时政府执政数月中都未能实施的社会主义政策。作为对苏维埃的《土地法令》与《和平法令》的回应，切尔诺夫宣布了社会革命党拟定的“土地法”，承诺进行彻底的土地改革；规定俄国成为民主联邦共和国，以批准临时政府于1917年9月通过的决定；以及通过了一条呼吁协约国实现民主和平的倡议。
会议主席切尔诺夫宣读了决议草案，然后让代表们散会，并决定在当日（1月19日，儒略历1月6日）下午5点再度集会。等到下午5点钟再去，却发现宫殿被锁上了，门口贴着布尔什维克政府解散立宪会议的布告。
立宪会议遭到驱散引起了一些左翼知识分子的不满，马克西姆·高尔基为此写下《从一月九日到一月五日》一文，将布尔什维克对立宪会议游行的镇压与沙俄时代1905年1月9日发生的“血腥星期日”相比较。

## 公众对驱散立宪会议的反应
在立宪会议解散后不久，伏尔加地区的一位右翼社会革命党成员呼吁到：“保卫立宪会议，保卫我们，保卫它的成员——这是人民的责任。”在托洛茨基所著的一本关于列宁的短篇小说中，他是这样描述立宪会议的结局的：
（会议代表）带了蜡烛，以防博尔切维基切断电灯，还带了大量的三明治，以防他们的食物被抢走。就这样，民主派带着三明治和蜡烛全副武装地开始了与专政的斗争。他们自认为是人民选举的代表，但人民根本没有考虑支持他们，他们实际上只是已经过去的革命时期投下的影子。
Ronald W. Clark 指出，驱散制宪会议“引起的反应相对较少，甚至在政治界内也是如此”。奥兰多·费吉斯认为：“制宪会议的关闭没有引起大规模的反应。……社会革命党的知识分子一直错误地认为，农民与他们一样崇尚制宪会议。……对广大农民来说，它只是城市中一个遥远的东西，由各党派的‘首领’主导，他们并不理解这些，这与他们自己的政治组织完全不同”。
费吉斯认为，右翼社会革命党对临时政府的效忠使他们与广大农民群众隔离开来。“他们对国家的责任感（他们无疑对自己的新部长职位有一点骄傲）导致右翼社会革命党抛弃了他们的曾经使用的恐怖主义的革命斗争手段，而完全依靠议会的手段”。

學者爱德华·卡尔認為立憲會議未能適當地反映農民的意願。立宪会议的选票没有区分反对布尔什维克的右翼社会革命党和与布尔什维克结盟的左翼社会革命党。因此，许多支持左翼社会革命党的农民把选票投给了右翼社会革命党代表[40]，奥利弗·亨利·拉德基在其对立宪会议选举的研究中认为：
因此，选举并不能衡量这个派系（即左翼社会革命党）的力量。名单是在发生分裂之前很久就拟定的；名单上主要都的是老党员，他们的激进立场到1917年已经消退了。人们不分青红皂白地把票投给了社会革命党。……到了11月12日，各地的左翼思潮无疑比拟定名单时更为强烈。
……

具有决定性意义的是，虽然民主党派对他（即列宁）的这一专制行为大加挞伐，但他们的追随者却不愿意维护再一个俄国人民已不认为是实现他们诉求所必需的机构。因为立宪会议甚至在诞生前，就已经被卷入了革命发展的急流中，不再得到广大人民的关心和效忠，而只有这种关心和效忠才能使它不至于暴毙。

## 从彼得格勒到萨马拉 (1918年1月—6月)
由于立宪会议代表们被禁止进入塔夫利达宫，他们不得不寻找其他地点集会，同时他们也发现环境正变得越来越危险。有些人企图转移至乌克兰基辅的中央拉达议会，但在1918年1月15日中央拉达军队被迫放弃城市，这使得立宪会议失去了凝聚力。
社会革命党中央委员会于1月举行集会，会议反对采用武装抵抗的做法，理由是：
布尔什维克和沙皇专制不同，它的基础是被蒙蔽的工人和士兵，这些人还没有对它丧失信心，也没有看清它给劳动阶级带来的致命伤害。
社会革命党与孟什维克于是又决定重返苏维埃体系，重新加入自己在1917年10月布尔什维克起义期间退出的苏维埃全俄中央执行委员会、彼得格勒苏维埃和其他苏维埃机构。他们希望，当布尔什维克无法解决紧迫的社会和经济问题时，他们便能依靠苏维埃的选举重新掌握权力。

他们在许多地方苏维埃选举中胜出，获得多数支持。但布尔什维克政府不承认选举结果，并多次解散反对布尔什维克的苏维埃。一位图拉的布尔什维克领导N. V. Kopulov给中央委员会的信中写道：
权力移交给苏维埃后，工人们的情绪开始迅速地转变。布尔什维克的代表们开始陆续被召回，总体情况很快将变得非常不乐观。尽管社会革命党发生了分裂，其左派曾一度和我们联合，但我们和他们的关系正变得越来越不稳定。我们不得不阻止苏维埃中新的选举，甚至有必要在当他们使我们陷入不利时拒绝承认他们。
对此，社会革命党和孟什维克独立组建了工人代表会议，同布尔什维克控制的苏维埃分庭抗礼。这个想法得到了工人的欢迎，但对布尔什维克政府影响不大。
1918年3月3日布尔什维克政府和德意志帝国签订了《布列斯特条约》退出一战，丧失了大片国土，引起了国内民族主义者的强烈不满。社会革命党领导人将布尔什维克政府视为德国的代理人政权，于是他们重新考虑和自由主义党派立宪民主党联合。双方3月下旬举行会谈，决定在莫斯科建立一个统一的反布尔什维克联盟。然而立宪民主党要求重新选举立宪会议（立宪民主党在11月的大选中表现不佳），这和社会革命党维护11月选举结果的意见发生分歧，谈判最终破裂。

## 萨马拉委员会 (1918年6月—9月)

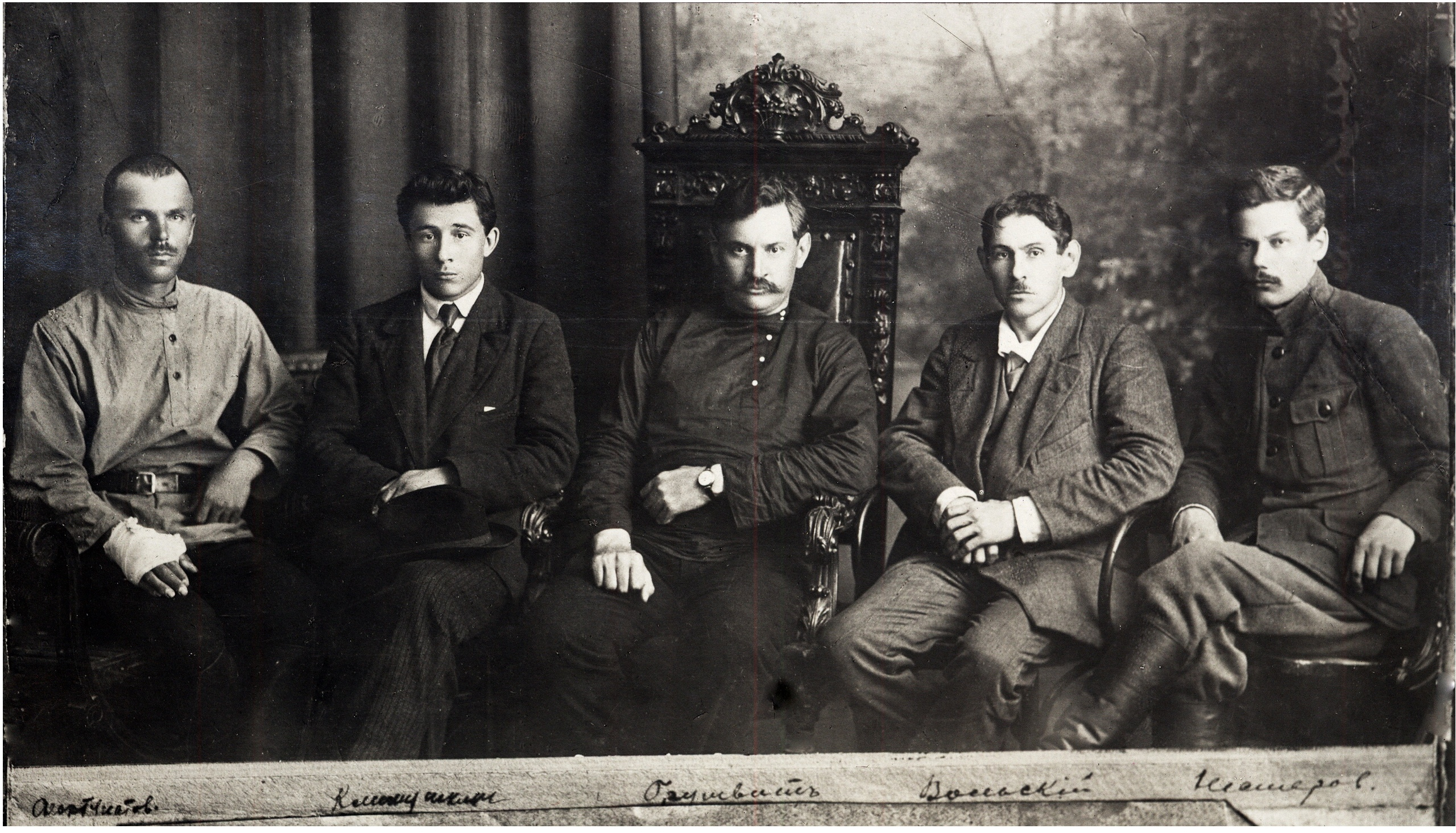
全俄立宪会议委员会的五名成员 - Ivan Brushvit, Prokopiy Klimushkin, Boris Fortunatov, V.K.Volsky (主席) 和Ivan Nesterov

1918年5月7日社会革命党在莫斯科举行第八次党内会议，决定开始武装起事反对布尔什维克，并重新召开立宪会议。5月下旬捷克斯洛伐克兵团推翻了布尔什维克在西伯利亚、乌拉尔和伏尔加河等地区的统治，不久后社会革命党将活动中心移动到那里。1918年6月8日，五名立宪会议成员在萨马拉成立了全俄立宪会议委员会，并宣布它是最新的国家最高权力机构。

该委员会得到了捷克斯洛伐克兵团的支持，并能够有效统治伏尔加和卡马一带的大部分地区。然而西伯利亚和乌拉尔地区主要被哥萨克等少数族裔、自由主义或右翼的地方政府所控制，它们和委员会不断发生矛盾。9月，从伏尔加地方政府到太平洋的所有反布尔什维克势力代表举行了“国家会议”，组成了“全俄最高权力机构”全俄临时政府（又称“乌法五人执政”），决定一旦情况允许就重新召开立宪会议：
政府将坚定不移地由立宪会议的最高权利指导活动。将努力确保临时政府的各机构不以任何方式侵犯立宪会议的权利，或妨碍其恢复工作。立宪会议一旦恢复运转，政府将无条件地服从唯一的国家最高权力机构立宪会议。 
全俄立宪会议委员会作为“立宪会议成员代表大会”的形式来运作，但它没有实权，尽管“乌法五人执政”承诺支持它：
尽一切可能援助“立宪会议成员代表大会”这个法定的国家机关，并确保立宪会议成员独立运行和搬迁、促使和筹备立宪会议的恢复。 
最初，该协议得到社会革命党中央委员会的支持，因为全俄临时政府的五人执政中吸收了社会革命党右派的两名成员尼古拉·阿夫克森齐也夫和弗拉基米尔·晋季诺夫。但9月19日社会革命党党魁维克多·切尔诺夫抵达萨马拉，他劝社会革命党放弃对政府的支持，他认为这个政府过于保守，党在其中所占的比例不足。这导致右翼的不满，使临时政府陷入政治危机。1918年11月18日，右翼军官支持海军上将亚历山大·高尔察克发动政变推翻了全俄临时政府，并自封为“最高执政”。

## 最终瓦解
乌法督政府被推翻后，维克多·切尔诺夫主张走“第三条路线”，主张既反对布尔什维克又反对自由派和右翼的白卫军运动。但社会革命党人认为自己无法作为独立的力量和两方对抗，该党于是走向分裂。偏右的尼古拉·阿夫克森齐也夫和弗拉基米尔·晋季诺夫被捕后在亞歷山大·高爾察克的允许下流亡国外。偏左的党员和布尔什维克达成和解。1918年12月，切尔诺夫鄂木斯克发动了针对高尔察克的武装起事，但很快被平定，参与者遭到处决。1919年2月，社会革命党中央委员会认为两害相权，布尔什维克较轻一些，于是放弃了与布尔什维克的武装对抗。1919年3月，布尔什维克同意社会革命党委员会在莫斯科重建，并允许其出版党报。但不久之后布尔什维克又将他们逮捕，使他们俄国内战期间只能在监牢中渡过。切尔诺夫秘密逃离俄国，而被监禁的委员会成员在1922年遭受审判，其领袖被判处死刑，但死刑暂缓实施。
随着国内最主要支持立宪会议的势力社会革命党的衰落，唯一支持立宪会议只剩下协约国盟军。1919年5月26日协约国盟军向高尔察克政府提出一系列条件，其中包括了各级政府的自由选举和恢复立宪会议。6月4日高尔察克接受了大部分条件，但他拒绝再次举行立宪会议，他宣称1917年11月在布尔什维克控制下的立宪会议选举是不自由的。协约国盟军对高尔察克的回应基本感到满意，于是放弃了恢复立宪会议的建议。

高尔察克和俄国南部白军的领导人安东·邓尼金官方宣称，在击败布尔什维克之前他们不会去决定俄国的政治制度。高尔察克和邓尼金向公众承诺：俄国的制度不会回到过去，将会产生一些代表人民的政治形式。然而正如一位俄罗斯记者所观察到的：
鄂木斯克本身可以被视为一个政治团体，它可以随时向不同盟友做出任何承诺。“当我们到达莫斯科时，我们可以用不同的腔调对他们说话。
从白军运动领袖的回忆录来看，无法确认在白军内部中哪一派势力占据上风，也无法确认新的立宪会议选举能否被召开，被限制到什么程度。
1920年底布尔什维克在内战中取得胜利。1921年38名立宪会议成员在巴黎组建了一个执行委员会，其中包括[[立宪民主党|立宪民主党]]领袖帕维尔·米留科夫，进步党领导人亚历山大·科诺瓦洛夫，乌法执政成员尼古拉·阿夫克森齐也夫和前临时政府首脑亚历山大·克伦斯基。但该组织像其他流亡组织一样，对俄国政治影响甚微。

## 历史争议
根据1975年 Marcel Liebman 所著的《列宁领导下的列宁主义》一书，布尔什维克及其盟友在苏维埃中占多数，是因为其选举制度不同。根据1918年苏联宪法，每个城市（通常是亲布尔什维克的）苏维埃每25000名选民有1名代表。每个农村（通常是亲社会革命党的）苏维埃只允许每12.5万选民有一个代表。布尔什维克以选举没有考虑到社会革命党的分裂为由，解散了立宪会议。几周后，左翼社会革命党和右翼社会革命党在农民苏维埃中得到的票数大致相等。布尔什维克还认为，苏维埃更民主，因为代表可以被选民随时罢免，而不是像议会式的大会那样，当选的议员要过几年才能在下次选举中被罢免。书中说，农民苏维埃和城市苏维埃的选举都是自由的，然后这些苏维埃选出全俄苏维埃代表大会，选择苏维埃政府，第二次代表大会在议会之前举行，第三次代表大会则在议会之后举行。
最近，另外两本引用解密的苏联档案材料的书，即理查德·派普斯的《1899-1919年俄国革命》和奥兰多·费吉斯的《人民的一个悲剧》，给出了不同的版本。派普斯认为，第二次代表大会的选举是不公平的，例如，一个拥有1500名成员的苏维埃派出了5名代表，这比基辅还多。他说，社会革命党和孟什维克都宣布这次选举是非法的和没有代表性的。书中说，布尔什维克在立宪会议解散两天后，成立了一个与之对抗的议会，即第三次苏维埃代表大会。他们给自己和左翼社会革命党提供了94%的席位，远远超过了这一时期俄国唯一的全国性议会民主选举的结果。